# Beyond the Wall (Rage)
Beyond the Wall è un EP del gruppo heavy metal tedesco Rage, pubblicato nel 1992.

## Tracce
1. Bury All Life – 5:35
2. On the Edge – 4:15
3. I Want You – 3:42
4. (Those, Who Got) Nothing to Lose – 4:16
5. Last Goodbye – 4:23
6. Light Into the Darkness (Acoustic) – 5:40

## Formazione
- Peter Wagner - voce, basso
- Manni Schmidt - chitarra
- Chris Ephthimiadis - batteria